# トリプー

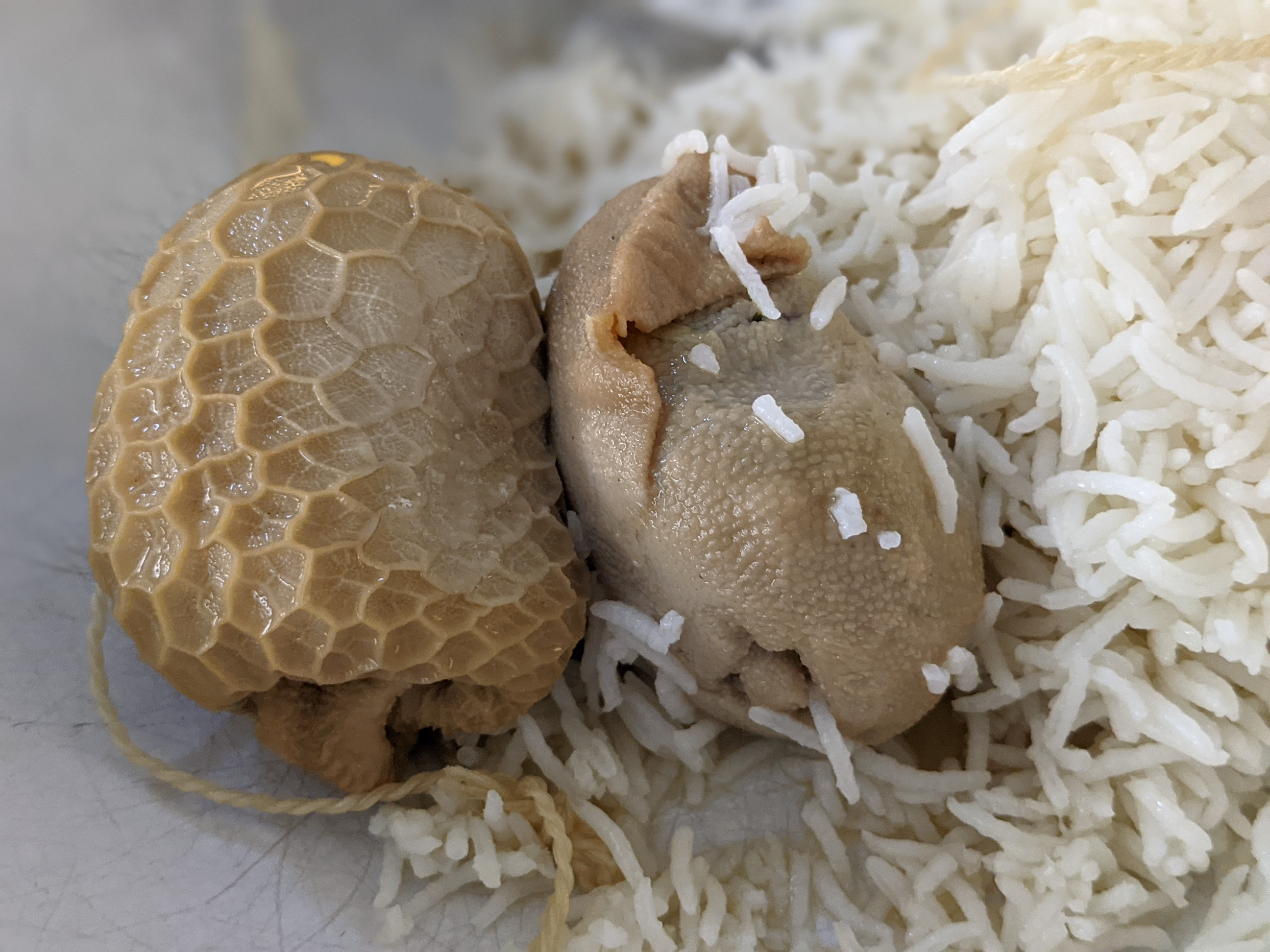
トリプー

トリプー（tripous、tripoux）はフランスの料理。オーヴェルニュ地方の料理と紹介されるトリプーであるが、同様の料理は南フランス各地に見られ、また村ごとにレシピも異なるものが存在する。語源は料理における、胃と腸を示す単語トリップ (tripe)。
羊（または仔牛の場合もある）の胃を楕円形に4つに切り、その上に食材（後述）をのせてから包み、バラけないように縫う。これを蓋のできる陶器に入れ、隠れる位まで白ワインを注ぎ、ブーケガルニを1本入れてあとは蓋を密閉してからオーブンで湯せんにかけつつ煮込む。煮込む時間は4時間以上、5-6時間などとされる。
胃の中に包む食材のうち肉類は羊の足のみじん切り、生ハムなど、もしくは臓物のみを使う所もある。これらにエシャロット、にんにく、フィーヌゼルブ（パセリ、エストラゴンなど、繊細な香りのハーブを数種類混合させたもの）を混ぜて用いる。
出来上がったら、付け合せとしてアリゴやトリュファードと共に供される。